# Rima infantil

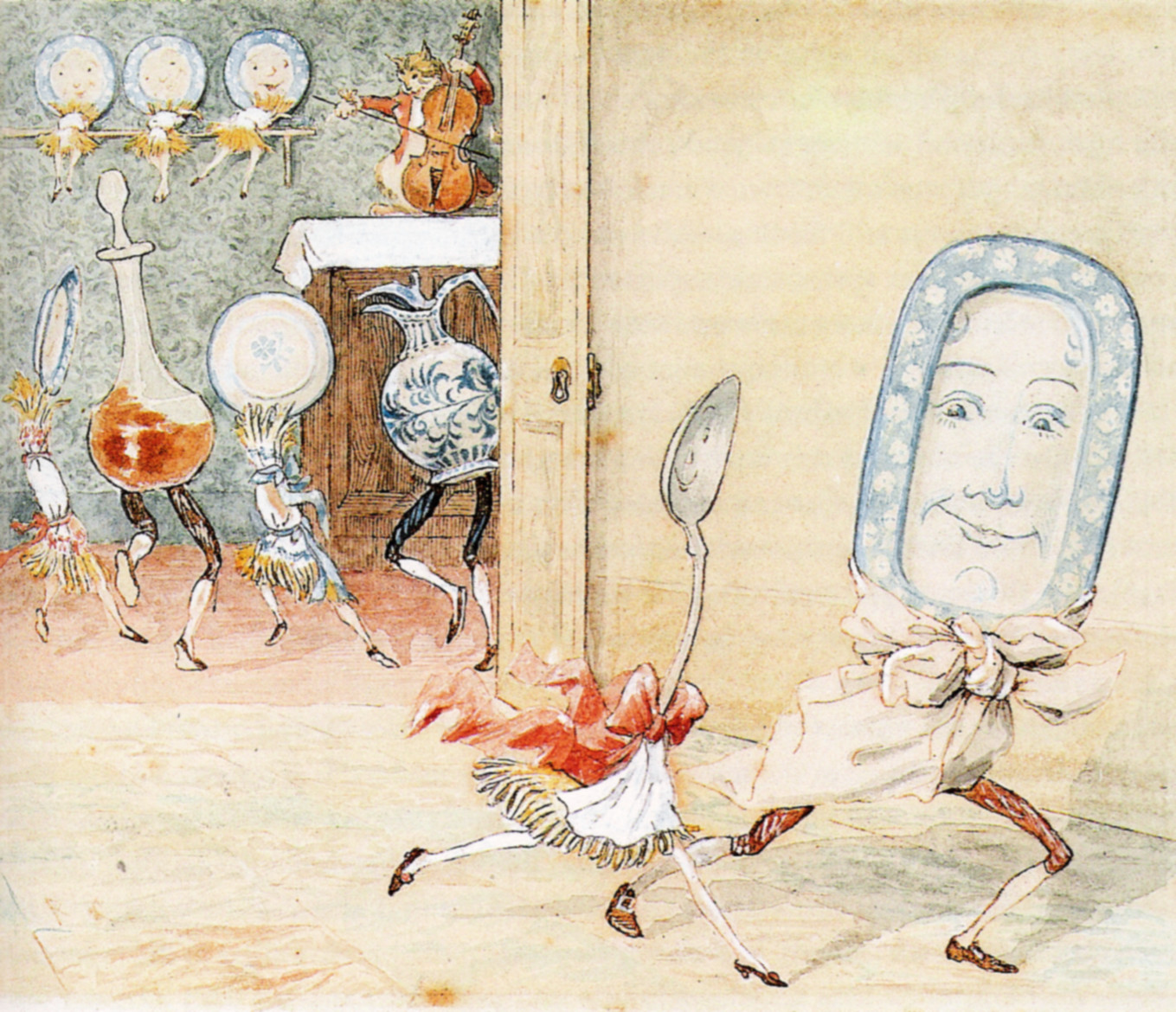
Ilustración de "Hey Diddle Diddle", una conocida rima infantil

Nursery rhyme es una expresión inglesa, traducida al español como canción o rima infantil, que se refiere a un poema o canción tradicional infantil en Gran Bretaña y otros países anglófonos. El uso del término data apenas de finales del siglo XVIII y principios del XIX, cuando se divulgó el término Mother Goose rhymes (rimas de Mamá Oca) que es intercambiable con nursery rhymes.
A partir de mediados del siglo XVI comienzan a registrarse canciones infantiles en obras inglesas, y la mayoría de las canciones populares datan de los siglos XVII y XVIII. Las primeras colecciones inglesas, Tommy Thumb's Song Book y su continuación, Tommy Thumb's Pretty Song Book, fueron publicadas por Mary Cooper en 1744. El hijastro del editor John Newbery, Thomas Carnan, fue el primero en utilizar el término Mamá Oca para referirse a las rimas infantiles cuando publicó una recopilación de rimas inglesas, Mother Goose's Melody, or, Sonnets for the Cradle (Londres, 1780).

## Historia

### Canciones de cuna
Las canciones infantiles más antiguas de las que se tiene constancia son las nanas o canciones de cuna (en inglés lullabies), cuyo objetivo es ayudar al niño a conciliar el sueño. Hay canciones de cuna en todas las culturas humanas. Se cree que el término inglés lullaby procede de los sonidos "lu, lu" o "la la" que hacían las madres o enfermeras para calmar a los niños, y de "by by" o "bye bye", otro sonido arrullador o un término para decir buenas noches. Hasta la época moderna, las canciones de cuna sólo se registraban incidentalmente en las fuentes escritas. La nana de las enfermeras romanas, "Lalla, Lalla, Lalla, aut dormi, aut lacta", se menciona en un escolio sobre Persio y puede que sea la más antigua que se conoce.
Muchos versos medievales ingleses asociados al nacimiento de Jesús tienen forma de canción de cuna, como "Lullay, my liking, my dere son, my sweting", y pueden ser versiones de canciones de cuna contemporáneas. Sin embargo, la mayoría de las que se utilizan hoy en día datan del siglo XVII. Por ejemplo, una nana muy conocida, como "Rock-a-bye, baby on a tree top", no se encuentra en los registros hasta finales del siglo XVIII, cuando fue impresa por John Newbery (hacia 1765).

### Primeras rimas infantiles

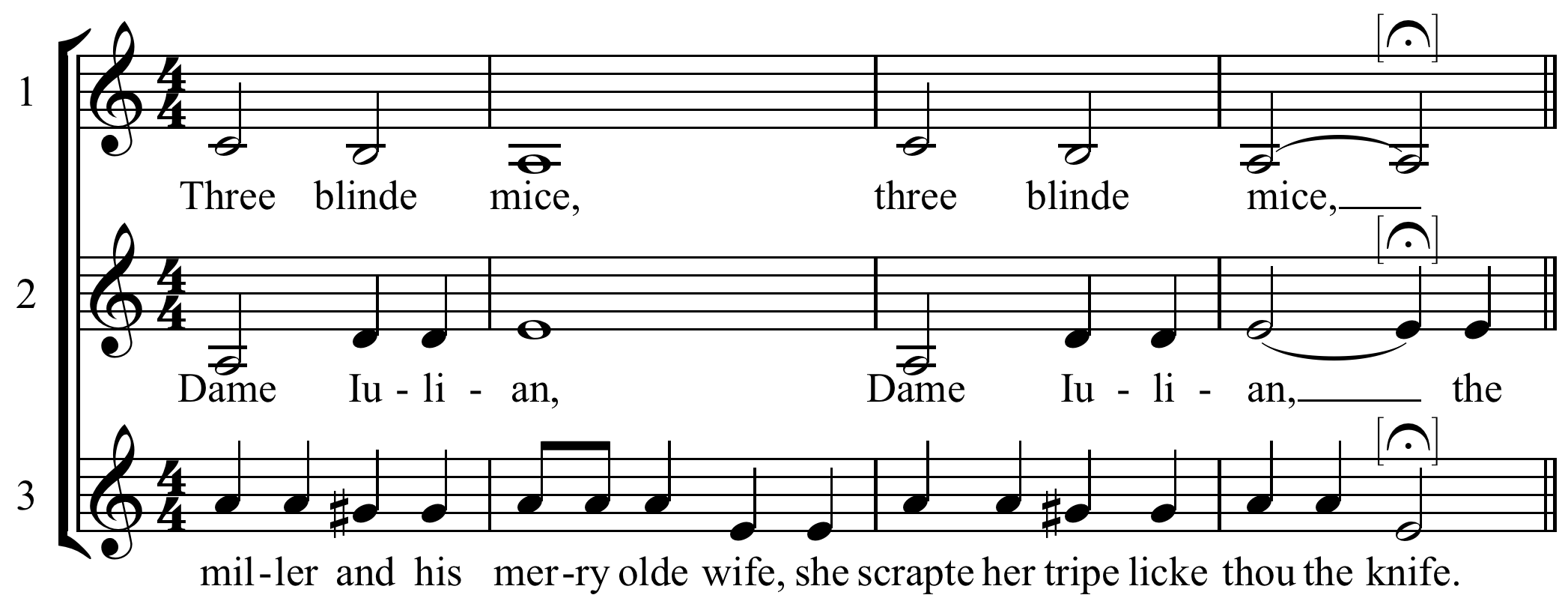
"Three Blinde Mice" (1609), publicado por Thomas Ravenscroft.

En el siglo XIII se registra un poema francés similar a "Thirty days hath September", que numera los días del mes. Desde finales de la Edad Media hay constancia de breves canciones infantiles en rima, a menudo como marginalia. A partir de mediados del siglo XVI empiezan a registrarse en obras de teatro inglesas. "Pat-a-cake, pat-a-cake, baker's man" es una de las rimas infantiles inglesas más antiguas que se conservan. La versión más antigua aparece en la obra de Thomas d'Urfey The Campaigners, de 1698. La mayoría de las rimas infantiles no fueron puestas por escrito hasta el siglo XVIII, cuando la publicación de libros infantiles empezó a pasar de la polémica y la educación al entretenimiento, pero hay pruebas de que muchas rimas existían antes, como "To market, to market" y "Cock a doodle doo", que datan al menos de finales del siglo XVI. Entre las rimas infantiles del siglo XVII figuran "Jack Sprat" (1639), "The Grand Old Duke of York" (1642), "Lavender's Blue" (1672) y "Rain Rain Go Away" (1687).
Las primeras colecciones inglesas, Tommy Thumb's Song Book y su continuación, Tommy Thumb's Pretty Song Book, fueron publicadas por Mary Cooper en Londres en 1744, y estas canciones pasaron a conocerse como "canciones de Tommy Thumb". Un ejemplar de este último se conserva en la Biblioteca Británica. El hijastro de John Newbery, Thomas Carnan, fue el primero en utilizar el término Mamá Oca para referirse a las rimas infantiles cuando publicó una recopilación de rimas inglesas, Mother Goose's Melody, or, Sonnets for the Cradle (Londres, 1780). Estas rimas parecen proceder de diversas fuentes tradicionales, como adivinanzas, proverbios, baladas, versos de obras de teatro de los Mummers o máscaras de Rumania, canciones para beber, acontecimientos históricos y, según se ha sugerido, antiguos rituales paganos. Un ejemplo de una rima infantil en forma de adivinanza es "As I was going to St Ives", que data de 1730. Aproximadamente la mitad de las rimas inglesas "tradicionales" actualmente reconocidas se conocían a mediados del siglo XVIII. Joseph Ritson recopiló más rimas inglesas en Gammer Gurton's Garland or The Nursery Parnassus (1784), publicado en Londres por Joseph Johnson.

### sigloXIX

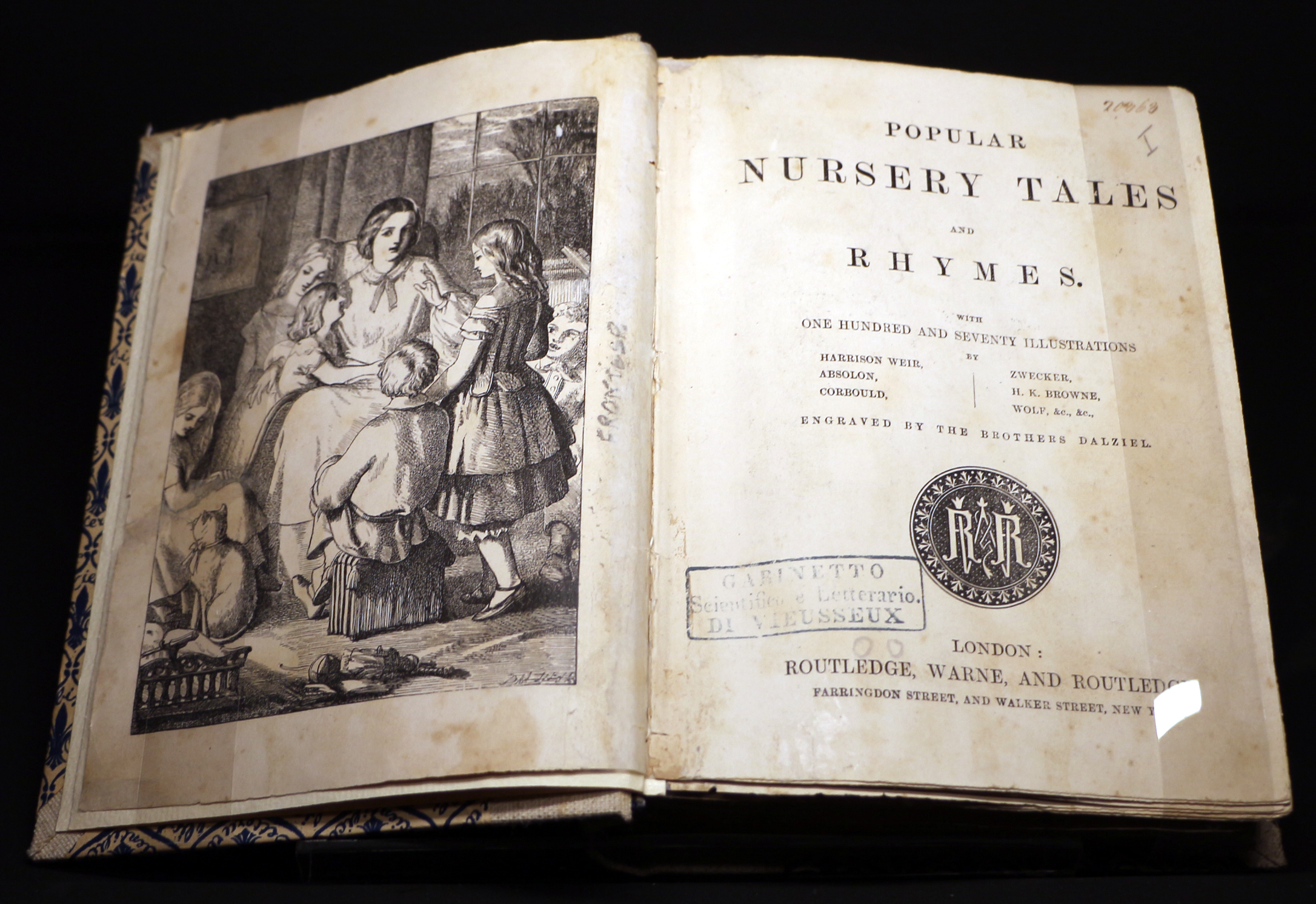
Popular Nursery Tales and Rhymes, Warner & Routledge, Londres, 1859.

A principios del siglo XIX, las colecciones impresas de rimas empezaron a extenderse a otros países, entre ellas Popular Rhymes of Scotland (1826), de Robert Chambers, y en Estados Unidos, Mother Goose's Melodies (1833). De esta época a veces se conocen los orígenes y autores de las rima: como en "Twinkle Twinkle Little Star", que combina la melodía de una tonada francesa del siglo XVIII "Ah vous dirai-je, Maman" con un poema inglés del siglo XIX de Jane Taylor titulado "The Star" utilizado como letra.
Los primeros coleccionistas de canciones populares también recopilaron a menudo (lo que hoy se conoce como) rimas infantiles, entre ellos el escocés Sir Walter Scott y los alemanes Clemens Brentano y Achim von Arnim en Des Knaben Wunderhorn (1806-1808). La primera colección académica, y posiblemente la más importante, que se centró en este ámbito fue la de James Orchard Halliwell, The Nursery Rhymes of England (1842) y Popular Rhymes and Tales (1849), en la que dividió las rimas en antigüedades (históricas), cuentos de chimenea, rimas de juego, rimas del alfabeto, adivinanzas, rimas de la naturaleza, lugares y familias, proverbios, supersticiones, costumbres y canciones de cuna. En la época de A Book of Nursery Songs (1895), de Sabine Baring-Gould, el folclore era un estudio académico, lleno de comentarios y notas a pie de página. Andrew Lang (1844-1912), antropólogo profesional, publicó en 1897 The Nursery Rhyme Book.

### sigloXX
Los primeros años del siglo XX destacan por las ilustraciones de libros infantiles como Hey Diddle Diddle Picture Book (1909), de Randolph Caldecott, y Mother Goose (1913), de Arthur Rackham. El estudio definitivo de las rimas inglesas sigue siendo la obra de Iona y Peter Opie.

## Significado de las rimas infantiles
Se ha argumentado que muchas rimas infantiles tienen significados y orígenes ocultos. John Bellenden Ker (1765-1842), por ejemplo, escribió cuatro volúmenes en los que sostenía que las rimas infantiles inglesas estaban escritas en realidad en "bajo sajón", una hipotética forma primitiva del neerlandés. Luego las "tradujo" al inglés, revelando en particular una fuerte tendencia al anticlericalismo. Muchas de las ideas sobre los vínculos entre rimas y personas o acontecimientos históricos se remontan al libro de Katherine Elwes The Real Personages of Mother Goose (1930), en el que relacionaba a famosos personajes de canciones infantiles con personas reales, sin apenas pruebas. Ella sostenía que las canciones infantiles eran una forma peculiar de narración histórica codificada, propaganda o protesta encubierta, y no creía que estuvieran escritas simplemente para entretener.
| Título                                       | Presunto origen | Primera fecha conocida                                        | Significado respaldado por pruebas |
| -------------------------------------------- | --- | ------------------------------------------------------------- | --- |
| "Arthur o' Bower"                            | El Rey Arturo como líder de la Cacería Salvaje | Finales del siglo XVIII (Gran Bretaña)                        | Conjetura |
| "Baa, Baa, Black Sheep"                      | La trata de esclavos; el impuesto medieval sobre la lana | c. 1744 (Gran Bretaña)                                        | Los impuestos medievales eran muy inferiores a los dos tercios. No hay pruebas de una conexión con la esclavitud.                                                                                                 |
| "Doctor Foster"                              | Eduardo I de Inglaterra | 1844 (Gran Bretaña)                                           | Dado su origen reciente, el significado medieval es improbable. |
| "Goosey Goosey Gander"                       | Enrique VIII de Inglaterra | 1784 (Gran Bretaña)                                           | No hay pruebas de que esté relacionado con la campaña de propaganda contra la Iglesia Católica durante el reinado de Enrique VIII.                                                                                |
| "The Grand Old Duke of York"                 | Ricardo Plantagenet, III duque de York en las Guerras de las Rosas; Jacobo II de Inglaterra, o el príncipe Federico, duque de York y Albany en la campaña de Flandes de 1794-95. | 1913 (Gran Bretaña)                                           | La campaña más reciente es más probable, pero el primer registro es muy tardío. La canción puede estar basada en una canción sobre el rey de Francia.                                                             |
| "Hickory Dickory Dock"                       | Reloj astronómico de la catedral de Exeter | 1744 (Gran Bretaña)                                           | En el siglo XVII, el reloj tenía un pequeño agujero en la puerta, debajo de la esfera, para que el gato residente cazara ratones.                                                                                 |
| "Humpty Dumpty"                              | Ricardo III de Inglaterra; el cardenal Wolsey y un cañón de la Guerra Civil inglesa                                                                                              | 1797 (Gran Bretaña)                                           | No hay pruebas de que se refiera a ningún personaje histórico y es originalmente un acertijo que se encuentra en muchas culturas europeas. La historia del cañón se basa en una parodia en verso escrita en 1956. |
| "Jack and Jill"                              | Mitología nórdica; Carlos I de Inglaterra; Rey Juan de Inglaterra; Luis XVI de Francia y María Antonieta                                                                         | 1765 (Gran Bretaña)                                           | No hay pruebas de que se remonte a la época altomedieval y el poema es anterior a la Revolución Francesa. |
| "Little Boy Blue"                            | Thomas Wolsey | c. 1760 (Gran Bretaña)                                        | Desconocida; la identificación es especulativa. |
| "Little Jack Horner"                         | Disolución de los monasterios | 1725 (Gran Bretaña), pero la historia se conoce desde c. 1520 | La rima puede haber sido adaptada para satirizar a Thomas Horner, que se benefició de la Disolución, pero la conexión es especulativa.                                                                            |
| "London Bridge Is Falling Down"              | Enterramiento de niños en los cimientos (emparedamiento); quema del puente de madera por los vikingos                                                                            | 1659 (Gran Bretaña)                                           | Se desconoce, pero el verso existe en muchas culturas y es posible que se adaptara a Londres cuando llegó a Inglaterra.                                                                                           |
| "Mary Had a Little Lamb"                     | Un poema original de Sarah Josepha Hale inspirado en un incidente real. | 1830 (EE. UU.)                                                | De niña, Mary Sawyer (más tarde Sra. Mary Tyler) tenía un cordero de mascota, que un día llevó a la escuela por sugerencia de su hermano.                                                                         |
| "Mary, Mary, Quite Contrary"                 | María, Reina de Escocia, o María I de Inglaterra | c. 1744 (Gran Bretaña)                                        | Desconocido; todas las identificaciones son especulativas. |
| "The Muffin Man"                             | Vendedores ambulantes de muffins en Gran Bretaña. | c. 1820 (Gran Bretaña)                                        | Drury Lane es una calle que bordea Covent Garden en Londres. |
| "Old King Cole"                              | Varios reyes altomedievales y Richard Cole-brook, sastre de Reading | 1708-09 (Gran Bretaña)                                        | Richard Cole-brook era muy conocido como King Cole en el siglo XVII. |
| "One for Sorrow"                             | Registra la superstición (no está claro si realmente se ha creído en ella) de que ver urracas predice el futuro, dependiendo de cuántas se vean                                  | 1780 (Gran Bretaña)                                           | La urraca se consideraba un ave de mal agüero en Gran Bretaña como mínimo desde principios del siglo XVI. |
| "Ring a Ring o' Roses"                       | La peste negra (1348) o La gran peste de Londres (1665) | 1880 (Gran Bretaña)                                           | No hay pruebas de que el poema tenga relación alguna con la peste. Las referencias a la peste no aparecen en las primeras versiones.                                                                              |
| "Rock-a-bye Baby"                            | El dios egipcio Horus; el hijo de Jacobo II de Inglaterra que precedió a la Revolución Gloriosa; el cuidado de los niños nativos americanos; la sátira anti-jacobita             | c. 1765 (Gran Bretaña)                                        | Desconocido; todas las identificaciones son especulativas. |
| "Sing a Song of Sixpence"                    | Disolución de los monasterios por Enrique VIII, con Catalina de Aragón representando a la reina y Ana Bolena a la doncella.                                                      | c. 1744 (Gran Bretaña)                                        | Desconocido; todas las identificaciones son especulativas. |
| "There was an Old Woman Who Lived in a Shoe" | Reina Carolina de Ansbach, esposa del Rey Jorge II de Gran Bretaña; Elizabeth Vergoose de Boston.                                                                                | 1784 (Gran Bretaña)                                           | Desconocido; todas las identificaciones son especulativas. |
| "Three Blind Mice"                           | María I de Inglaterra | c. 1609 (Gran Bretaña)                                        | Desconocido; todas las identificaciones son especulativas. |
| "Who Killed Cock Robin?"                     | Mitología nórdica; Robin Hood; Guillermo Rufo; Robert Walpole; Ritual del sacrificio de aves                                                                                     | c. 1744 (Gran Bretaña)                                        | La historia, y tal vez la rima, datan al menos de la época medieval tardía, pero todas las identificaciones son especulativas.                                                                                    |

## Revisionismo de rimas infantiles

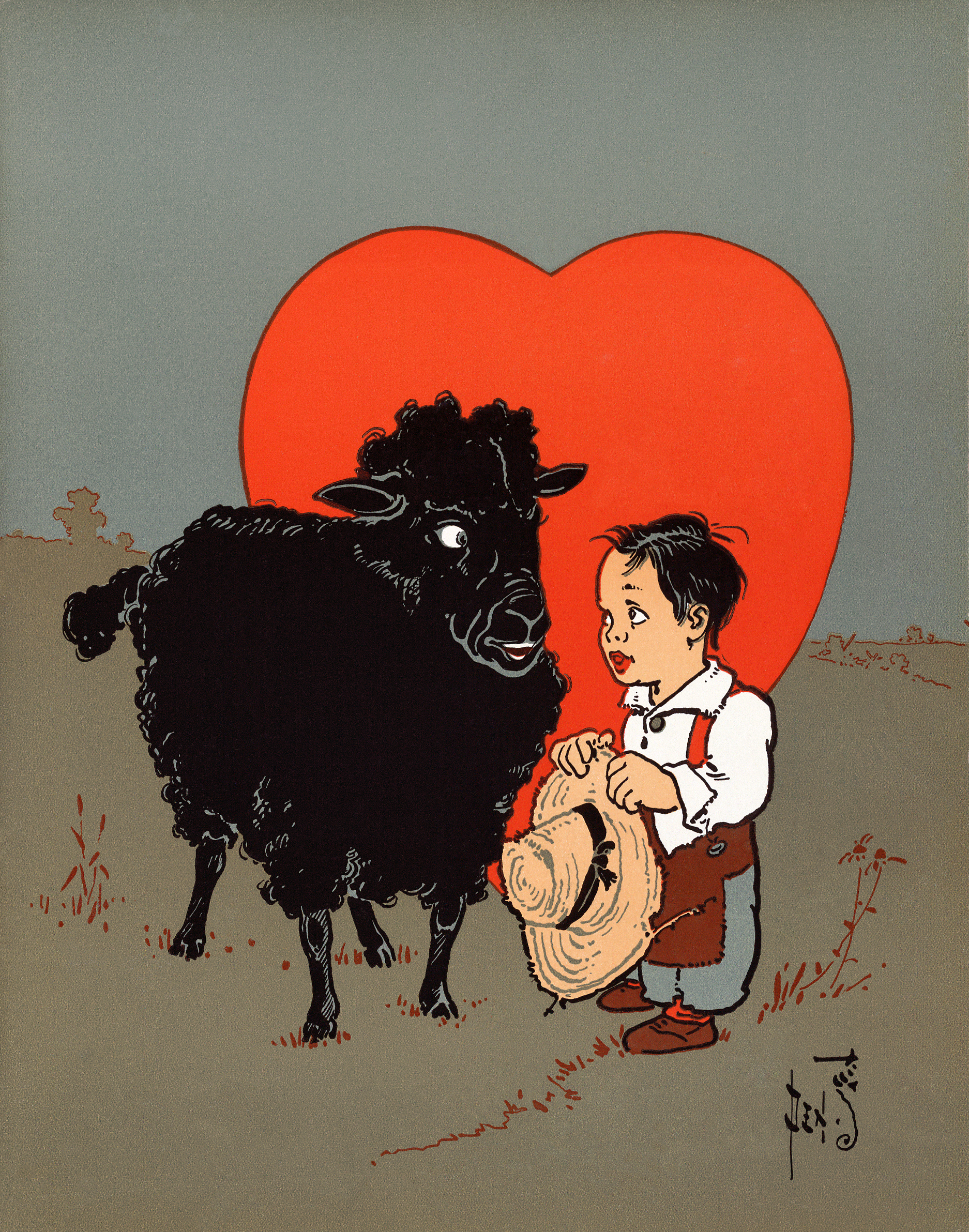
"Baa, Baa, Black Sheep", de una ilustración de 1901 de William Wallace Denslow

En todo el mundo ha habido varios intentos de revisar las rimas infantiles (junto con los cuentos de hadas y las canciones populares). Ya a finales del siglo XVIII, rimas como "Little Robin Redbreast" fueron ocasionalmente revisadas y corregidas para un público infantil. A finales del siglo XIX, la mayor preocupación parece haber sido la violencia y el delito, lo que llevó a algunos editores infantiles de Estados Unidos, como Jacob Abbot y Samuel Goodrich, a cambiar las rimas de Mamá Oca.
A principios y mediados del siglo XX, se trataba de una forma de expurgación centrada en algunos de los elementos más violentos de las rimas infantiles y que dio lugar a la creación de organizaciones como la Sociedad para la Reforma de las Rimas Infantiles (Society for Nursery Rhyme Reform) británica. Psicoanalistas como Bruno Bettelheim criticaron duramente este revisionismo, alegando que restaba utilidad a las rimas, tanto para niños como para adultos, como forma simbólica de resolver problemas, y se ha argumentado que las versiones revisadas no cumplen las funciones de catarsis para los niños, ni les permiten enfrentarse de forma imaginativa a la violencia y el peligro.
A finales del siglo XX, el revisionismo de las rimas infantiles se asoció a la idea de lo políticamente correcto. La mayoría de los intentos de reformar las rimas infantiles sobre esta base parecen ser actualizaciones desenfadadas a muy pequeña escala, como When Jack Sued Jill - Nursery Rhymes for Modern Times (2006), de Felix Dennis, o sátiras escritas como si se tratara del punto de vista de lo políticamente correcto para condenar la reforma. La polémica suscitada en 1986 en Gran Bretaña sobre el cambio de lenguaje de "Baa, Baa, Black Sheep" porque, según se afirmaba en la prensa popular, se consideraba racialmente dudoso, se basó aparentemente sólo en una reescritura de la rima en una guardería privada, como ejercicio para los niños.

## Rimas infantiles y educación
Se ha afirmado que las rimas infantiles acompañadas de música contribuyen al desarrollo del niño. En el Kniereitvers alemán, el niño corre un peligro simulado, pero la experiencia es placentera, de cuidado y apoyo, que con el tiempo el niño llega a dominar por sí mismo. La investigación también apoya la afirmación de que la música y las rimas aumentan la capacidad de razonamiento espacial del niño, lo que contribuye a sus habilidades matemáticas.